# 關塔市

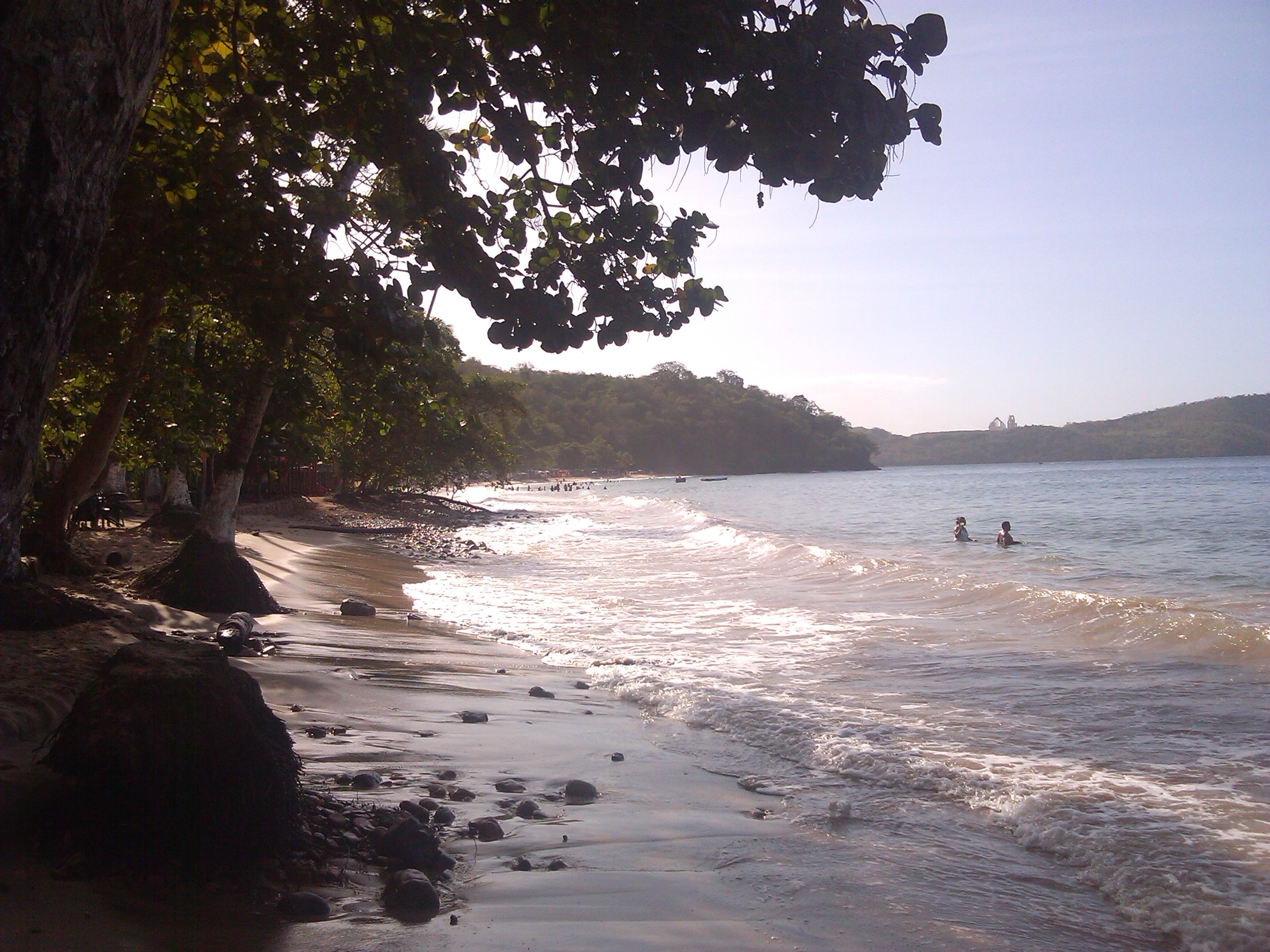

10°14′N 64°36′W / 10.233°N 64.600°W
關塔市（西班牙語：Municipio Guanta），是委內瑞拉的一個市，位於該國東北部安索阿特吉州，首府設於關塔，面積67平方公里，2007年人口31,629，人口密度為每平方公里470人。